# Kőszárhegy
Kőszárhegy község Fejér vármegyében, a Székesfehérvári járásban.

## Fekvése
Kőszárhegy a Mezőföld északnyugati peremén, a Bakony szomszédságában, a Szárhegy déli lábánál, a 7-es főút (a régi balatoni út) mentén helyezkedik el, a Balaton és a Velencei-tó között félúton. Hegye a Sárrétből emelkedik ki. Valójában azonban nem egy hegyről van szó, hanem egy olyan hegyvonulatról, amit két egymásban olvadó hegy alkot: a Somlyó-hegy, ami a letermelése előtt 226 m magas volt és a Szár-hegy (227,8 m). A Somlyó-hegy Polgárdi felé húzódik, míg a Szár-hegy a vonulat Szabadbattyán felé néző végén terül el. Helytelen a „Kopasz-hegy” elnevezése a Szár-hegyre, amit a helybeliek közül sokan használnak. Valamint nem keverendő össze a Szár-hegy a Kő-heggyel, ez utóbbi ugyanis Fülén található! Ezenkívül a közeli Balatonfőkajár hegyét is Somlyó-hegynek nevezik.
Napjainkban a község fejlődését alapvetően Székesfehérvár és a Balaton közelsége határozza meg.

## Története
Kőszárhegy területe a honfoglalás kora óta lakott, régészeti leletekben gazdag hely. A községben bukkantak a Seuso-kincs („SEVSO”-kincs) néven elhíresült ókori ezüstedényleletre. A község címerében látható stilizált ezüst rózsa és a két ezüst korsó e Seuso-kincs két ezüst korsóját ábrázolja. A Seuso név barbár eredetű, a kincs tulajdonosa feltehetően a császár közeli környezetéhez tartozó előkelő személy volt, aki a császártól kaphatta ajándékba az ezüst étkészletet. A 4. században Pannónia tartományban, a Balaton térségében élhetett, ezt bizonyíthatja, hogy a kincslelet egyik tárgyán szerepel a Pelso felirat, a Balaton római kori neve. A kincset a 4. század végén az egyik barbár betörés elől rejtették el. Ezt követően a kincslelet évszázadokig pihent sértetlenül, míg az 1980-as években rejtélyes körülmények között felbukkant a nemzetközi műkincspiacon.
A Seuso-kincs pontos lelőhelyét és felbukkanásának részletes körülményeit nem ismerjük, illetve nincsenek rá közvetlen bizonyítékok. Közvetett bizonyítékok vannak arra, hogy a Kőszár-hegy oldalában rejtették el a kincset. Az egyik ilyen bizonyíték egy római kori ezüst „tripos” (háromláb), amelyet az 1870-es években találtak a Kőszár-hegy oldalában. Szakemberek véleménye szerint bizonyítható, hogy ez a háromláb az ezüst kincslelet része volt.
A falunak nevet adó Szár-hegy jelentése ’kopár, sziklás hegy’, legelső írásos említése Zaarhegy alakban 1211-ből ismert. Magát a települést 1864-ben említették először Szárhegy-Szőlőhegy alakban. Önálló településsé 1931-ben vált, amikor elszakadt a szomszédos Szabadbattyántól.

## Geológia
A településen olyan különleges „kristályos mészkövek” találhatóak, melyek az egész országban csak itt fordulnak elő. Különlegességük abban rejlik, hogy nem találhatók bennük ősmaradványok. Koruk rejtély, a földtörténeti ókor végén keletkezhettek a devon időszakban. Mikroszkópos vizsgálatok algagyepes szerkezetet mutatnak. Ezen kőzet sekély vizű helyeken képződött. A triász korban történt magmás benyomulás hője átalakította a mészkövet (kontakt metamorfózis), valamint a magma is hozzáépült a szerkezethez. Ezt szkarn ásványnak vagy szilikát ásványnak is nevezik. A hő hatására márvány alakult ki.
A mészkő karsztos üregeibe mosódtak be gerinces állatok csontjai (főként apró gerincesek, kisemlősök), melyeknek kora 6 000 000 évre tehető. Ez országos viszonylatban is kiemelkedő lelet. Előfordulnak benne továbbá gazella, kardfogú tigris, elefántmaradványok is.

## Élővilága
Kőszárhegyen található védett növény is, a tavaszi hérics (Adonis Vernalis). 6–10 cm átmérőjű aranysárga virágai március elejétől május közepéig végig láthatók. Leveles szára időközben néhány centiméterestől 2-3 dm-es magasságig növekszik. Az egész növény mérgező, leveles szárait gyógyászati célokra gyűjtik. Hatóanyagaiból szívgyógyszerek készülnek. Csaknem az egész országban elterjedt, csak az Alföld mély fekvésű ártereiről és a Nyugat-Dunántúl összefüggő erdővidékéről hiányzik. Száraz erdőtisztásokon, legelőkön, homok- és löszpusztákon tömeges is lehet, kirándulóhelyeken azonban nagyon megritkult. Tömegesen szedik csokorba, bár virága néhány perc alatt ellankad és védett növény, tilos letépni.
A gyurgyalag ismertebb nevén méhészmadár a Vízműtelep környékén a löszfalban fészkel. Fészkét 1-1,5 méter mélyen a löszfalba vájja. Költöző madár. Repülő rovarokkal táplálkozik.

## Közélete

### Polgármesterei
- 1990–1994: Forray Béla (független)[7]
- 1994–1998: Forray Béla (független)[8]
- 1998–2002: Forray Béla (független)[9]
- 2002–2006: Borján Péter (független)[10]
- 2006–2010: Borján Péter József (független)[11]
- 2010–2014: Borján Péter József (független)[12]
- 2014–2019: Borján Péter József (független)[13]
- 2019–2024: Borján Péter (független)[14]
- 2024– : Borján Péter (független)[1]

## Népesség
A település népességének változása:
| Lakosok száma | 1524 | 1511 | 1475 | 1481 | 1466 | 1446 | 1523 | 1576 | 1555 | 1545 |
|               | 2013 | 2014 | 2015 | 2016 | 2017 | 2018 | 2021 | 2022 | 2023 | 2024 |

A 2011-es népszámlálás során a lakosok 84,3%-a magyarnak, 1,7% cigánynak, 0,7% németnek, 0,3% románnak mondta magát (15,7% nem nyilatkozott; a kettős identitások miatt a végösszeg nagyobb lehet 100%-nál). A vallási megoszlás a következő volt: római katolikus 31,7%, református 8,6%, evangélikus 0,6%, felekezeten kívüli 19,3% (36,3% nem nyilatkozott).
2022-ben a lakosság 88,3%-a vallotta magát magyarnak, 1,2% cigánynak, 0,3% németnek, 0,2% románnak, 0,1-0,1% ukránnak és horvátnak, 3,9% egyéb, nem hazai nemzetiségűnek (11,5% nem nyilatkozott; a kettős identitások miatt a végösszeg nagyobb lehet 100%-nál). Vallásuk szerint 25,1% volt római katolikus, 7,9% református, 0,7% evangélikus, 0,2% görög katolikus, 1,5% egyéb keresztény, 0,4% egyéb katolikus, 18,1% felekezeten kívüli (46% nem válaszolt).

## Nevezetességei

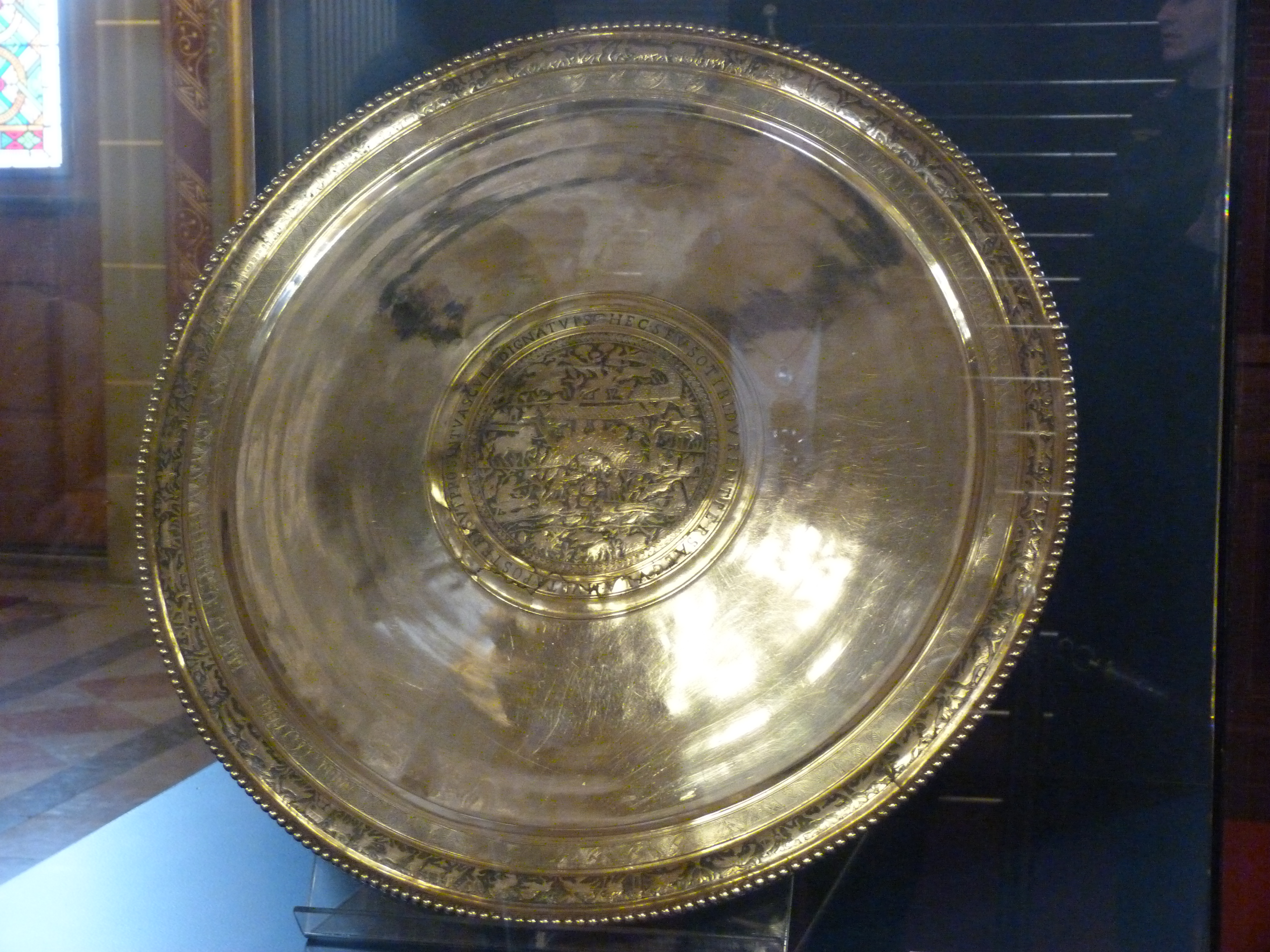
A 705 milliméter széles és 8873 gramm súlyú „Vadásztál” a Seuso-kincs névadó darabja az országházi kiállításon

A község címerében látható stilizált ezüst rózsa és a két ezüst korsó e Seuso-kincs két ezüst korsóját ábrázolja, valamint a kincs lelőhelyére utal. 
Kőszárhegyen található Fejér vármegye egyetlen, nemzetközi versenyek megrendezésére is alkalmas motokrossz pályája. A pálya az ország 36 motokrossz pályájából a 6. legjobb minősítést kapta, beláthatósága pedig talán az országban is a legjobb, 80%. Évente áprilisban és szeptemberben tartanak – igény szerint nyáron is – kétnapos versenyt. A versenyekre nevezni a helyszínen lehet. A rangos eseményen évente több ezer látogató vesz részt, a versenyzők pedig szinte egész Európát képviselik. A  Kőszárhegyi Motocross Club az ország harmadik legnépesebb klubja, ahol gyermekek is motoroznak.
A község értékes egyháztörténeti gyűjteménnyel rendelkezik, amely az 1880-as évektől napjainkig megörökíti az egyházközség életét. A település nevezetessége a Hősi Emlékmű, mely Bory Jenő alkotása. Helyben a fazekasmester munkái megvásárolhatók.